# Ликино-Дульово
Ликино́-Дульо́во (на руски: Ликино-Дулёво) е град в Орехово-Зуевски район, Московска област, Русия. Населението му през 2017 година е 29 691 души. Намира се на 78 километра източно от центъра на Москва.

## Климат
Климатът в Ликино-Дульово е умереноконтинентален (Dfb по Кьопен) с горещо и сравнително влажно лято и дълга студена зима.

## Побратимени градове
- Аксарай, Турция
- Секешфехервар, Унгария
- Бориспил, Украйна
- Лейланд, Великобритания

## Примечания
1. ↑  Численность населения Российской Федерации по муниципальным образованиям на 1 января 2017 года